# Béldi Kálmán
Uzoni gróf Béldi Kálmán (Báld, 1882. január 9. – Decs, 1946. december 23.) erdélyi magyar
földbirtokos, bankigazgató, országgyűlési képviselő.

## Életpályája
Zsibói földbirtokos, aki Budapesten érettségizett,  jogi tanulmányait Pozsonyban végezte.  
1923 és 1944 között az Erdélyi Magyar Közművelődési Egyesület (EMKE) elnöke volt.
Aktívan részt vett az erdélyi kisebbségi politikában (a Szilágy megyei magyar párt elnöke 1921-től), ugyanakkor a római katolikus egyházi életben is tevékenykedett, az Egyházmegyei Tanács (régebbi nevén Erdélyi Római Katolikus Státus) tagjává választotta.  A kolozsvári Gazdasági Bank, a Hitelszövetkezetek Szövetségének és a Szilágy megyei Gazdasági Egyesület elnöke volt.
A második bécsi döntés után létrejött Erdélyi Gazdasági Tanács (EGT) elnöki tisztségét Béldi Kálmán kapta meg Teleki Pál miniszterelnök javaslatára.
A Minerva Biztosító Rt. igazgatója, a Magyar Mezőgazdászok Szövetségének, a Gazdák Biztosító Szövetkezete igazgatóságának tagja, a Mezőgazdasági Bank Rt. elnöke volt.

## Családja
Apja Béldi Kálmán (1851–1929), anyja Huszár Erzsébet (1856–1941). Felesége Wesselényi Pálma (1881–1958) (Wesselényi Miklós unokája), akivel
1907-ben kötött házasságot, két fiuk és két lányuk született.